# كومولاس
كومولاس هي قرية في مقاطعة كولبوسوفا، في محافظة سوبكارباثيان، في جنوب شرق بولندا وتقع في المنطقة الإدارية للمقاطعة، على بعد ستة كيلومترات شمال وخمسة وثلاثين كيلومتراً شمال غرب العاصمة الإقليمية جيشوف. يبلغ عدد سكانها ثلاث الآف نسمة.